# Get set, Go!
『Get set, Go!』（ゲット・セット、ゴー！）は、Run Girls, Run!のミニアルバム。2022年4月6日にDIVE II entertainmentから発売された。

## 概要
本アルバムは、Run Girls, Run!にとっての初のミニアルバムである。収録されている6曲はすべて新曲で、ミニアルバムという形態だが、リリースにあたって制作された曲の数は2020年にリリースされたファースト・フルアルバム『Run Girls, World!』と同じ数となっている。
各リリース記事等では「原点回帰ともいえるバンドサウンドでダークな世界観を表現」とされ、キラッとプリ☆チャンとのタイアップが一区切りついたタイミングで、改めて初期の「カケル×カケル」や「スライドライド」などに見られるようなロックテイストで、バンドサウンドを主軸とした構成となっている。また、ソロ曲も1曲ずつ収録され、各メンバーらしさを表現したものとなっている。
2023年3月31日にRun Girls, Run!が解散したため、本作がグループ最後のCD作品となった。

## リリース
楽曲を収録したCDの他に、2021年12月19日に開催された4周年ライブ東京公演の映像やライブのメイキング映像、「RADIANT」のミュージックビデオを収録したBlu-rayから構成されるLIVE盤（CD+Blu-ray）（規格品番はEYCA-13707B）、楽曲のCDと「RADIANT」のミュージックビデオのみを収録したBlu-rayから構成されるMusic Video盤（CD+Blu-ray）（規格品番はEYCA-13708B）、楽曲のCDのみから構成されるCD ONLY盤（規格品番はEYCA-13709）、の3形態でリリースされた。Music Video盤のCDには楽曲のinstrumental版も収録されている。
ホビーショップのゲーマーズ限定の商品として、チケットホルダー、缶バッジ、ソロブロマイドが付属する「はやまるVer.」「もっちーVer.」「あっちゃんVer.」という3バージョンの「ゲーマーズ限定盤」も発売された。

## プロモーション
2021年12月19日に開催されたRun Girls, Run！の4周年記念ライブ『Run Girls, Run！4th Anniversary LIVE Run 4 You!!!』の最終公演（東京会場の夜公演）にて、本ミニアルバムの発売が発表された。この時の模様はLIVE盤に付属のBlu-rayに収録されている。
リリースのほぼ1ヶ月前の2022年3月4日にRADIANTのMusic VideoのフルサイズがYouTubeで公開され、続く2022年3月13日にはRADIANT以外の曲を紹介する動画が一斉に公開された。
リリースイベントとしては2022年2月5日にYouTubeで「バレンタインカードネットサイン会」、2月26日に神田神保町で「バレンタインカードサイン会」、3月6日にAKIHABARAゲーマーズ本店にて「トーク&お話会」、3月27日にAnimeJapan 2022内のブースにてお話会とミニライブなどを実施した。

## 解説

### RADIANT
本ミニアルバムのリード曲。Run Girls, Run!の曲としては初めてElements Gardenが提供した。2022年3月27日に開催されたAnimeJapan 2022の会場にてライブパフォーマンスを初披露した。

### 点とミライ
林鼓子の2つ目のソロ曲。林の好きなロックサウンドをベースに思いを詰め、ラップにも挑戦している。

### 感情にダッシュ!
森嶋優花の2つ目のソロ曲。可愛さを全面に押し出した楽曲となっている。

### 拝啓ディアナイト
厚木那奈美の2つ目のソロ曲。ファンレターへの返事を表現している。

## アルバム収録内容
| #         | タイトル                             | 作詞                   | 作曲                         | 編曲                         | 歌              | 時間  |
| --------- | ------------------------------------ | ---------------------- | ---------------------------- | ---------------------------- | --------------- | ----- |
| 1.        | 「RADIANT」                          | Spirit Garden          | 藤永龍太郎 (Elements Garden) | 藤永龍太郎 (Elements Garden) | Run Girls, Run! | 4:29  |
| 2.        | 「蒼穹のBlue Grandia」               | 本多友紀 (Arte Refact) | 本多友紀 (Arte Refact)       | 河合泰志 (Arte Refact)       | Run Girls, Run! | 3:52  |
| 3.        | 「Believer Switch」                  | 真崎エリカ             | 小野寺祐輔 (Arte Refact)     | 脇眞富 (Arte Refact)         | Run Girls, Run! | 3:43  |
| 4.        | 「感情にダッシュ!」                  | 大熊淳生 (Arte Refact) | 大熊淳生 (Arte Refact)       | 大熊淳生 (Arte Refact)       | 森嶋優花        | 3:16  |
| 5.        | 「点とミライ」                       | 真崎エリカ             | 小野寺祐輔 (Arte Refact)     | 脇眞富 (Arte Refact)         | 林鼓子          | 4:05  |
| 6.        | 「拝啓ディアナイト」                 | 真崎エリカ             | 矢鴇つかさ (Arte Refact)     | 矢鴇つかさ (Arte Refact)     | 厚木那奈美      | 3:40  |
| 7.        | 「RADIANT」(instrumental)            |                        |                              |                              |                 | 4:29  |
| 8.        | 「蒼穹のBlue Grandia」(instrumental) |                        |                              |                              |                 | 3:52  |
| 9.        | 「Believer Switch」(instrumental)    |                        |                              |                              |                 | 3:43  |
| 10.       | 「感情にダッシュ!」(instrumental)    |                        |                              |                              |                 | 3:16  |
| 11.       | 「点とミライ」(instrumental)         |                        |                              |                              |                 | 4:04  |
| 12.       | 「拝啓ディアナイト」(instrumental)   |                        |                              |                              |                 | 3:40  |
| 合計時間: | 合計時間:                            | 合計時間:              | 合計時間:                    | 合計時間:                    | 合計時間:       | 46:09 |

各曲のinstrumental版は、Music Video盤のCDにのみ収録。LIVE盤とCD ONLY盤ではボーカル入りのみを収録。
| #  | タイトル                                                                | 作詞 | 作曲・編曲 |
| -- | ----------------------------------------------------------------------- | ---- | ---------- |
| 1. | 「『Run Girls, Run！4th Anniversary LIVE Run 4 You!!!』最終公演」       |      |            |
| 2. | 「『Run Girls, Run！4th Anniversary LIVE Run 4 You!!!』メイキング映像」 |      |            |
| 3. | 「RADIANT」(Music Video)                                                |      |            |

| #  | タイトル                 | 作詞 | 作曲・編曲 |
| -- | ------------------------ | ---- | ---------- |
| 1. | 「RADIANT」(Music Video) |      |            |